# Anarta laertidia
Anarta laertidia là một loài bướm đêm trong họ Noctuidae.